# 同光勲章
同光勲章（どうこうくんしょう、繁: 同光勳賞/簡: 同光勋章）は、中華民国（汪兆銘政権）が制定した勲章。

## 概要
1940年（昭和15年）3月30日、蔣介石と決別した汪兆銘（汪精衛）を首班に、日本の傀儡政権として南京国民政府（当時の通称）が樹立された。
1943年（昭和18年/民国32年）2月25日、南京国民政府の中央政治委員会にて、同年3月30日に迎える南京への遷都3周年を記念し、遷都後初の勲章を制定することが決定された。名称の由来は「同心協力共進光明」。当初は国民政府側の文武官制定当初より男女問わず授与されている。
同年3月31日、日本では汪兆銘狙撃事件で殉職した曽仲鳴に勲二等旭日重光章が授与されることと共に、本勲章の追贈が報じられている。
同年6月14日、陳済成駐満大使を通じ、満洲国皇宮東便殿において同国皇帝愛新覚羅溥儀に同光大勲章が捧呈された。
1944年（昭和19年/民国33年）3月15日、特使として訪日した褚民誼を通じ、昭和天皇に同光大勲章が捧呈された。

## 階級
同光勲章は、特級のほか一級～九級に分かれ、文武官に佩用が認められた。

## 主な受章者

### 大勲章
- 1943年（昭和18年）6月14日 -  満洲国：皇帝愛新覚羅溥儀
- 1944年（昭和19年）3月15日 -  大日本帝国：昭和天皇

### 特級
| 受章（授与）日             | 国籍       | 受章者 | 備考 | 出典   |
| -------------------------- | ---------- | --- | ---- | ------ |
| 1943年（民国32年）3月29日  | 中華民国   | 陳公博、温宗尭、王克敏、梁鴻志、陳璧君、褚民誼、周仏海 |      | [ 7 ]  |
| 1943年（昭和18年）3月30日  | 大日本帝国 | 東条英機、重光葵、青木一男、嶋田繁太郎、杉山元、永野修身、谷正之、畑俊六、吉田善吾、岡村寧次、石渡荘太郎、阿部信行、本多熊太郎、西尾寿造、板垣征四郎、及川古志郎、古賀峯一、影佐禎昭、松井太久郎 |      | [ 10 ] |
| 1943年（民国32年）3月30日  | 満洲国     | 張景恵、呂栄寰 |      | [ 10 ] |
| 1943年（民国32年）3月30日  | ドイツ国   | ハインリヒ・ゲオルク・スターマー |      | [ 10 ] |
| 1943年（昭和18年）5月24日  | 大日本帝国 | 山本五十六 | 追贈 | [ 11 ] |
| 1943年（昭和18年）10月10日 | 大日本帝国 | 柴山兼四郎 |      | [ 13 ] |
| 1944年（昭和19年）6月6日   | 大日本帝国 | 梅津美治郎 |      | [ 14 ] |

- 1943年（昭和18年）不明 -  大日本帝国：有田八郎、松岡洋右[15]
- 1943年（昭和18年）不明 -  大日本帝国：平沼騏一郎[16]
- 1944年（昭和19年）不明 -  大日本帝国：寺岡謹平[9]

### 一級
| 受章（授与）日            | 国籍       | 受章者                                                       | 備考 | 出典   |
| ------------------------- | ---------- | ------------------------------------------------------------ | ---- | ------ |
| 1943年（民国32年）3月29日 | 中華民国   | 江亢虎、梅思平ほか                                           |      | [ 7 ]  |
| 1943年（民国32年）3月29日 | 中華民国   | 曽仲鳴、沈崧南ほか                                           | 追贈 | [ 3 ]  |
| 1943年（昭和18年）3月30日 | 大日本帝国 | 鈴木貞一、星野直樹、日高信六郎、森山鋭一、堀内干城、塩沢清宣 |      | [ 10 ] |
| 1943年（民国32年）3月30日 | 満洲国     | 李紹庚、韋煥章ほか1名                                        |      | [ 10 ] |
| 1943年（民国32年）3月30日 | ドイツ国   | エーリヒ・コルト                                             |      | [ 10 ] |
| 1944年（昭和19年）6月6日  | 大日本帝国 | 笠原幸雄                                                     |      | [ 14 ] |

- 1943年（昭和18年）不明 -  大日本帝国：吉本貞一、永津佐比重、落合甚九郎、花谷正[15]
- 1943年（昭和18年）不明 -  大日本帝国：原清、小池四郎、田結積、大野一郎、桑原虎雄、久保田久晴、寺田裕次、寺岡謹平、前田稔、近藤秦一郎、小暮軍治[8]
- 1943年（昭和18年）不明 -  大日本帝国：澤本理吉郎[12]
- 1944年（昭和19年）不明 -  大日本帝国：桃井直幹、後藤鐐枝[9]

## 根拠
同光勳章頒給條例
- 「同光勳章頒給條例」『日文国民政府彙報』、中国和文出版社、1943年1月11日、doi:10.11501/1349849。（日本語）